# 維什內韋 (蘇梅區)
50°49′1″N 34°45′16″E / 50.81694°N 34.75444°E
維什內韋（烏克蘭語：Вишневе）是位於烏克蘭東北部的村莊，由蘇梅州蘇梅區的下瑟罗瓦特卡市镇負責管轄。該村處於普肖爾河右岸，處於盧霍韋附近，海拔高度125米，2001年人口73。